# Championnat du Ghana de football 2007-2008
Navigation
Saison précédente Saison suivante
La saison 2007-2008 du Championnat du Ghana de football est la quarante-huitième édition de la première division au Ghana, la Premier Division. Elle regroupe, sous forme d'une poule unique, les seize meilleures équipes du pays qui se rencontrent deux fois, à domicile et à l'extérieur. En fin de saison, les trois derniers du classement sont relégués et remplacés par les trois meilleures formations de deuxième division.
C'est le club d'Asante Kotoko qui remporte le championnat cette saison après avoir terminé en tête du classement final, avec seize points d'avance sur Hearts of Lions Kpando et vingt-trois sur Berekum Arsenal. C'est le vingt-et-unième titre de champion du Ghana de l'histoire du club.
Le champion et son dauphin se qualifient pour la Ligue des champions de la CAF tandis que les 3e et 4e du classement obtiennent leur billet pour la Coupe de la confédération (en l'absence de la Coupe du Ghana). 

## Les clubs participants
| - Hearts of Oak SC - Asante Kotoko - Ashanti Gold SC - All Blacks FC - Real Tamale United - King Faisal Babies - Berekum Arsenal - Real Sportive | - All Stars FC - Promu de D2 - Kessben FC - Promu de D2 - Hearts of Lions Kpando - Tema Youth - Sekondi Hasaacas - Great Olympics - Liberty Professionals - Zaytuna FC - Promu de D2 |

## Compétition
Le barème de points servant à établir les classements se décompose ainsi :
- Victoire : 3 points
- Match nul : 1 point
- Défaite : 0 point

### Classement
| Rang | Équipe                 | Pts | J  | G  | N  | P  | Bp | Bc | Diff |
| ---- | ---------------------- | --- | -- | -- | -- | -- | -- | -- | ---- |
| 1    | Asante Kotoko          | 69  | 30 | 21 | 6  | 3  | 53 | 18 | +35  |
| 2    | Hearts of Lions Kpando | 53  | 30 | 16 | 5  | 9  | 40 | 28 | +12  |
| 3    | Berekum Arsenal        | 46  | 30 | 13 | 7  | 10 | 32 | 29 | +3   |
| 4    | Liberty Professionals  | 45  | 30 | 13 | 6  | 11 | 48 | 36 | +12  |
| 5    | Ashanti Gold SC        | 42  | 30 | 11 | 9  | 10 | 34 | 26 | +8   |
| 6    | King Faisal Babies     | 41  | 30 | 9  | 14 | 7  | 36 | 29 | +7   |
| 7    | All Stars FCP          | 41  | 30 | 12 | 5  | 13 | 27 | 30 | -3   |
| 8    | Hearts of Oak SCT      | 40  | 30 | 10 | 10 | 10 | 31 | 31 | 0    |
| 9    | Tema Youth             | 40  | 30 | 10 | 10 | 10 | 30 | 35 | -5   |
| 10   | Kessben FCP            | 38  | 30 | 10 | 8  | 12 | 29 | 33 | -4   |
| 11   | Real Tamale United     | 38  | 30 | 12 | 5  | 13 | 31 | 40 | -9   |
| 12   | All Blacks FC          | 38  | 30 | 11 | 5  | 14 | 30 | 40 | -10  |
| 13   | Sekondi Hasaacas       | 37  | 30 | 10 | 7  | 13 | 44 | 41 | +3   |
| 14   | Real Sportive          | 33  | 30 | 9  | 6  | 15 | 36 | 47 | -11  |
| 15   | Zaytuna FCP            | 33  | 30 | 9  | 6  | 15 | 32 | 43 | -11  |
| 16   | Great Olympics         | 24  | 30 | 5  | 9  | 16 | 23 | 50 | -27  |

|  | Qualification pour la Ligue des champions de la CAF 2009 |
|  | Qualification pour la Coupe de la confédération 2009     |
|  | Relégation directe en deuxième division                  |
|  | T : Tenant du titre P : Promu de deuxième division       |

## Bilan de la saison
| Championnat du Ghana de football 2007-2008 |                           |
| Champion                                   | Asante Kotoko (21e titre) |
| Coupes et trophées                         |                           |
| Vainqueur de la Coupe du Ghana 2007-2008   | Non disputée              |
| Qualifications continentales               |                           |
| Ligue des champions de la CAF 2009         | Asante Kotoko             |
| Ligue des champions de la CAF 2009         | Hearts of Lions Kpando    |
| Coupe de la confédération 2009             | Aucun                     |
| Promotions et relégations                  |                           |
| Promus en Premier League                   | Eleven Wise               |
| Promus en Premier League                   | Berekum Chelsea           |
| Promus en Premier League                   | Saint-Mirren Indadfa      |
| Relégués en Second League                  | Real Sportive             |
| Relégués en Second League                  | Zaytuna FC                |
| Relégués en Second League                  | Great Olympics            |